# Grand Prix Bahrajnu Formuły 1
Grand Prix Bahrajnu – zawody Formuły 1, które po raz pierwszy odbyły się w sezonie 2004 na nowoczesnym torze Bahrain International Circuit
Grand Prix Bahrajnu, sponsorowane przez Gulf Air, jest pierwszym w historii Formuły 1 Grand Prix organizowanym na Bliskim Wschodzie. Przy okazji pierwszego Grand Prix pojawiło się wiele obaw związanych z atakami terrorystycznymi, które mogły zostać zorganizowane. Jednak te przypuszczenia okazały się bezpodstawne i eliminacja odbyła się bez problemu.
W inauguracyjnym wyścigu zwyciężył Michael Schumacher w Ferrari F2004. Rok później zwyciężył Fernando Alonso, było to jego drugie z siedmiu zwycięstw w sezonie 2005, które dały mu tytuł mistrzowski.
W sezonie 2006 w Bahrajnie rozpoczynały się zmagania kierowców o tytuł mistrzowski. Drugi raz z rzędu najszybszy okazał się Fernando Alonso. Tuż za Hiszpanem na mecie pojawił się Michael Schumacher. Bardzo skuteczny był także Kimi Räikkönen, który startując z 22. pozycji stanął na najniższym stopniu podium.
W sezonie 2007 wyścig o Grand Prix Bahrajnu ponownie znalazł się na trzecim miejscu w kalendarzu mistrzostw.
W sezonie 2010 włodarze toru postanowili użyć nowej konfiguracji toru, która wydłuży go z 5,412 km do 6,299 km.
W sezonie 2011 Grand Prix Bahrajnu, pierwotnie zaplanowane na 11-13 marca zostało odwołane przez organizatorów z powodu antyrządowych protestów.
Od sezonu 2012 powrócono do poprzedniej konfiguracji toru o długości 5,412 km.
Od sezonu 2014 wyścig odbywa się w nocy przy sztucznym oświetleniu.

## Tor
Budowa toru wyścigowego Bahrain International Circuit została zakończona 5 marca 2004, czyli na niespełna miesiąc przed inauguracyjnym Grand Prix. Koszty inwestycji wyniosły 150 mln USD.

## Zwycięzcy Grand Prix Bahrajnu
| Sezon |          | Kierowca           |          | Samochód      |          | Silnik     | Tor/Lokalizacja               |          |
| ----- | -------- | ------------------ | -------- | ------------- | -------- | ---------- | ----------------------------- | -------- |
| 2004  | DEU      | Michael Schumacher | ITA      | Ferrari F2004 | ITA      | Ferrari    | Bahrain International Circuit | Wyniki   |
| 2005  | ESP      | Fernando Alonso    | FRA      | Renault R25   | FRA      | Renault    | Bahrain International Circuit | Wyniki   |
| 2006  | ESP      | Fernando Alonso    | FRA      | Renault R26   | FRA      | Renault    | Bahrain International Circuit | Wyniki   |
| 2007  | BRA      | Felipe Massa       | ITA      | Ferrari F2007 | ITA      | Ferrari    | Bahrain International Circuit | Wyniki   |
| 2008  | BRA      | Felipe Massa       | ITA      | Ferrari F2008 | ITA      | Ferrari    | Bahrain International Circuit | Wyniki   |
| 2009  | GBR      | Jenson Button      | GBR      | Brawn BGP001  | GER      | Mercedes   | Bahrain International Circuit | Wyniki   |
| 2010  | ESP      | Fernando Alonso    | ITA      | Ferrari F10   | ITA      | Ferrari    | Bahrain International Circuit | Wyniki   |
| 2011  | odwołano | odwołano           | odwołano | odwołano      | odwołano | odwołano   | odwołano                      | odwołano |
| 2012  | DEU      | Sebastian Vettel   | AUT      | Red Bull RB8  | FRA      | Renault    | Bahrain International Circuit | Wyniki   |
| 2013  | DEU      | Sebastian Vettel   | AUT      | Red Bull RB9  | FRA      | Renault    | Bahrain International Circuit | Wyniki   |
| 2014  | GBR      | Lewis Hamilton     | GER      | Mercedes W05  | GER      | Mercedes   | Bahrain International Circuit | Wyniki   |
| 2015  | GBR      | Lewis Hamilton     | GER      | Mercedes W06  | GER      | Mercedes   | Bahrain International Circuit | Wyniki   |
| 2016  | GER      | Nico Rosberg       | GER      | Mercedes W07  | GER      | Mercedes   | Bahrain International Circuit | Wyniki   |
| 2017  | GER      | Sebastian Vettel   | ITA      | Ferrari SF70H | ITA      | Ferrari    | Bahrain International Circuit | Wyniki   |
| 2018  | GER      | Sebastian Vettel   | ITA      | Ferrari SF71H | ITA      | Ferrari    | Bahrain International Circuit | Wyniki   |
| 2019  | GBR      | Lewis Hamilton     | GER      | Mercedes W10  | GER      | Mercedes   | Bahrain International Circuit | Wyniki   |
| 2020  | GBR      | Lewis Hamilton     | GER      | Mercedes W11  | GER      | Mercedes   | Bahrain International Circuit | Wyniki   |
| 2021  | GBR      | Lewis Hamilton     | GER      | Mercedes W12  | GER      | Mercedes   | Bahrain International Circuit | Wyniki   |
| 2022  | MCO      | Charles Leclerc    | ITA      | Ferrari F1-75 | ITA      | Ferrari    | Bahrain International Circuit | Wyniki   |
| 2023  | NLD      | Max Verstappen     | AUT      | Red Bull RB19 | AUT      | Honda RBPT | Bahrain International Circuit | Wyniki   |
| 2024  | NLD      | Max Verstappen     | AUT      | Red Bull RB20 | AUT      | Honda RBPT | Bahrain International Circuit | Wyniki   |
| 2025  | AUS      | Oscar Piastri      | GBR      | McLaren MCL39 | DEU      | Mercedes   | Bahrain International Circuit | Wyniki   |

Liczba zwycięstw (kierowcy):
- 5 – Lewis Hamilton
- 4 – Sebastian Vettel
- 3 – Fernando Alonso
- 2 – Felipe Massa, Max Verstappen
- 1 – Jenson Button, Charles Leclerc, Oscar Piastri, Nico Rosberg, Michael Schumacher

Liczba zwycięstw (producenci pojazdów):
- 7 – Ferrari
- 6 – Mercedes
- 4 – Red Bull
- 2 – Renault
- 1 – Brawn GP, McLaren

Liczba zwycięstw (producenci silników):
- 8 – Mercedes
- 7 – Ferrari
- 4 – Renault
- 2 – Honda RBPT